# Kolegialita v katolické církvi
Viz též: Kolegialita
V římskokatolické církvi se kolegialita vztahuje na „papeže, který řídí církev ve spolupráci s biskupy místních církví a respektuje jejich náležitou autonomii.“ V rané církvi papežové někdy vykonávali spíše morální než správní moc a tato moc nebyla uplatňována příliš často; regionální církve si volily vlastní biskupy, spory řešily na místních synodách a k papeži se obracely jen za zvláštních okolností.

## Historický vývoj
V průběhu jedenáctého a dvanáctého století papežství získalo značnou moc, protože mnišští reformátoři v něm viděli prostředek, jak čelit zkorumpovaným biskupům, zatímco biskupové v něm viděli spojence proti zásahům světských vládců. Již ve čtrnáctém století se proti této centralizaci papežské moci vytvořil odpor, biskup Guillaume Durand na koncilu ve Vienne navrhl posílení místních hierarchií a regionálních synod. Tato opozice vůči centralizaci byla podrobena zkoušce, když skupina kardinálů, spojená se světskými vládci, svolala koncil, aby vyřešila velké schizma západní církve (1378–1417), v němž si několik rivalů činilo nárok na papežství. Koncily v Pise a Kostnici si nárokovaly pravomoc soudit papeže, sesadily různé uchazeče a zvolily papeže Martina V. Kostnický koncil také prohlásil, že všichni křesťané včetně papeže jsou povinni poslouchat koncily „ve věcech týkajících se víry, ukončení schizmatu a reformy církve.“ Tento nárok byl krátkodobý a koncilní hnutí se brzy vyčerpalo.
Devatenácté a počátek dvacátého století, období, které někteří církevní historici nazývají „dlouhé devatenácté století“, bylo svědkem dalšího upevňování papežské autority. První vatikánský koncil v roce 1870 vyhlásil neomylnost papežova učení, ačkoli během koncilu kardinál Filippo Maria Guidi, O.P., z Boloně namítl, že papež učí po konzultaci s ostatními biskupy. K dalšímu posílení papežské moci došlo v roce 1917, kdy byl vydán Kodex kanonického práva, který papeži udělil univerzální pravomoc jmenovat biskupy, čímž ignoroval tradiční princip svobodné volby biskupů. Tento systém jmenování spolu s moderní komunikací a systémem papežských nunciů, kteří mohli rušit místní rozhodnutí, omezil moc biskupů a z papežů učinil „poslední absolutní monarchy“.

## Od II. vatikánského koncilu do roku 2013
Viz též: Teologie papeže Františka
Biskupové, kteří měli námitky proti tomuto nedávnému upevnění papežské autority, navrhli na II. vatikánském koncilu použít tradiční kolegiální model k omezení centralizačních tendencí Římské kurie; na rozdíl od konciliaristů, kteří tvrdili, že ekumenický koncil je nadřazen papeži, navrhovali zastánci kolegiality, aby biskupové jednali pouze s papežem a pod jeho vedením (cum et sub Petro). Kolegialita se stala jedním z hlavních prvků reformního programu a jedním z hlavních bodů konfliktu s tradicionalistickou menšinou na koncilu. Reformátoři v tom neviděli podkopávání církevní tradice, ale návrat k původní praxi Petrova a apoštolského kolegia. Tradicionalistická menšina však vystupovala proti kolegialitě jako podkopávání autority papeže a změně církve z „monarchické na ,biskupskouʻ a kolegiální.“ V roce 1964 dogmatická konstituce o církvi Lumen gentium stanovila obecný princip, že biskupové tvoří kolegium, které je nástupcem a pokračovatelem kolegia apoštolů. Následujícího roku vydal papež Pavel VI. z vlastní iniciativy (motu proprio) list Apostolica sollicitudo, který ustanovil biskupskou synodu, zatímco koncilní dekret o pastoraci biskupů Christus Dominus stanovil obecná pravidla pro národní a regionální biskupské konference a vyzval k jejich vytvoření tam, kde ještě neexistovaly.
Od II. vatikánského koncilu probíhá debata o autoritě biskupských konferencí mezi zastánci centralizace moci ve Vatikánu, kteří význam biskupských konferencí zlehčují, a zastánci decentralizace, kteří jejich význam zdůrazňují. V roce 1998 vydal papež Jan Pavel II. motu proprio O teologické a právní povaze biskupských konferencí (Apostolos suos), které bylo označeno za „pravděpodobně nejdůležitější pokoncilní papežský dokument o biskupské kolegialitě.“ Uvedl, že prohlášení těchto konferencí „představují autentické magisterium“, pokud je konference jednomyslně schválila; v opačném případě musí konferenční většina usilovat o „recognitio Apoštolského stolce“, které neobdrží, pokud většina „není podstatná (substanciální)“.

## Papež František
Papež František, který byl dvakrát zvolen do čela Argentinské biskupské konference, se od počátku svého pontifikátu zasazoval o zvýšení role kolegiality a synodality při rozvoji církevního učení. Tuto obavu uvedl v praxi, když vyzval biskupskou synodu, aby hovořila s parrhesia („odvážně“) a beze strachu, na rozdíl od situace na dřívějších synodách, kdy představitelé kurie vylučovali diskusi o sporných otázkách. Dalším příkladem je bezprecedentní míra, s jakou se v encyklice o životním prostředí Laudato si’ opřel o učitelské dokumenty patnácti národních biskupských konferencí a dvou větších regionálních konferencí z Latinské Ameriky a Asie. Tématy synodality a „zdravé decentralizace“ církve se zabývala Rada kardinálů na svém zasedání v únoru 2016.
V září 2017 vydal papež František motu proprio Magnum principium, kterým změnil Kodex kanonického práva z roku 1983 a zvýšil odpovědnost národních biskupských konferencí za liturgické překlady. Tato změna byla popsána „jako jeden z dosud nejsilnějších kroků papeže Františka, pokud jde o podporu větší kolegiality v katolické církvi“.
V září 2018 František apoštolskou konstitucí Episcopalis communio zavedl přímější proces, kdy se závěrečný synodální dokument stává součástí církevního magisteria pouhým obdržením papežského schválení. Nová konstituce také umožňuje laikům zasílat své příspěvky přímo generálnímu sekretáři synody.